# لسه بدري (مسلسل)
لسه بدري، سيت كوم مصري انتج وذيع منه إنتاج عرض عام 2012.

## قصة المسلسل
تتناول الأحداث حياة السيدة الأرملة (تهاني) ، التي تحول فيلتها الخاصة إلى دار مسنين ، حيث لكل نزيل طباعه وأسلوبه في الحياة ، مما ينتج عنه مواقف كوميدية يومية بين كل المقيمين في الدار ، خاصة حينما يعمل على خدمتهم شاب وفتاة في مقتبل العمر . وهو من إنتاج شركة (سوني بيكتشرز انترتينمنت) نفس المنتج للمسلسل الأمريكي.